# Балевац (Обреновац)
Вижте пояснителната страница за други значения на Балевац.
Балевац (на сръбски: Баљевац) е село в Централна Сърбия, Белградски окръг, община Обреновац.

## География
Намира се в източната част на общината, югоизточно от село Дражевац и североизточно от село Конатице.

## Население
Според преброяване от 2011 г. селото има население от 507 души срещу 532 жители (2002).
Етнически състав (2002)
- сърби – 521 жители (97,93 %)
- черногорци – 2 жители (0,37 %)
- цигани – 2 жители (0,37 %)
- хървати – 1 жител (0,18 %)
- словенци – 1 жител (0,18 %)
- недекларирали – 2 жители (0,37 %)